# قیطان روسی

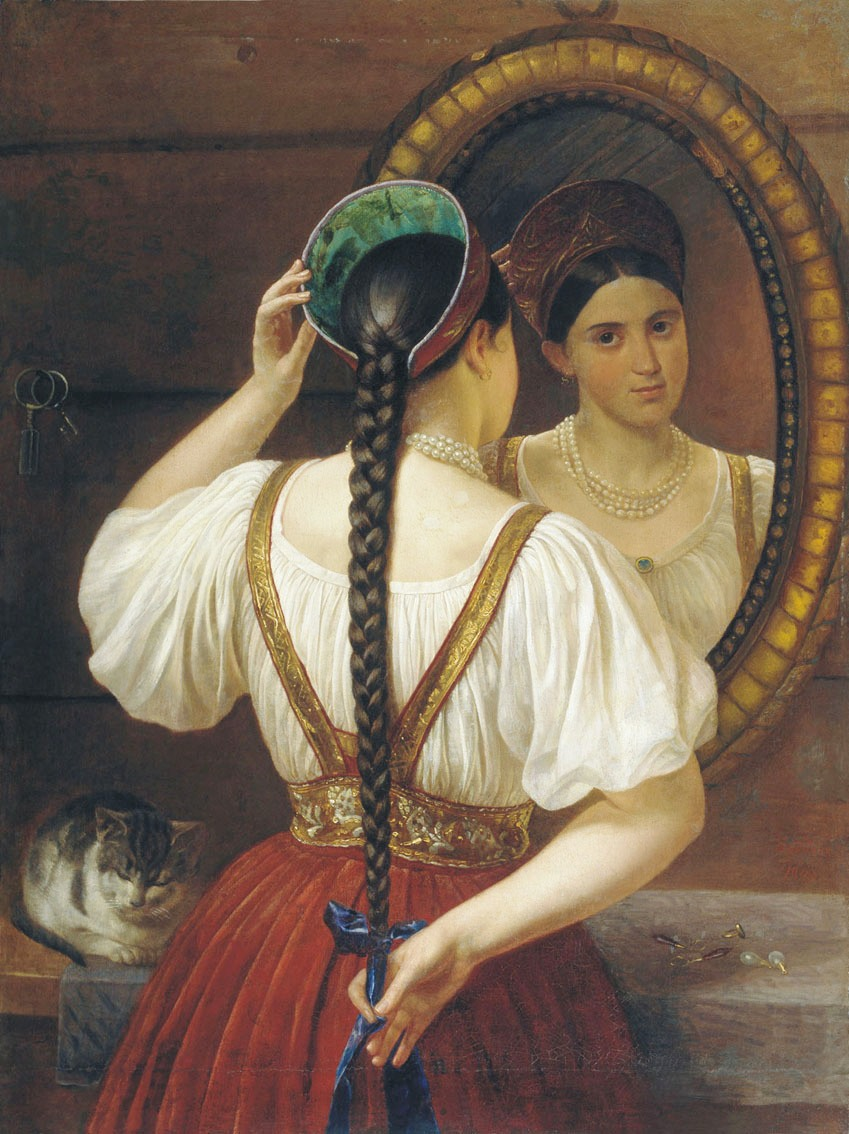
پرتره بودکین فیلیپ اوسیپوویچ ، "دختری پیش از آینه"، ۱۸۴۸، یک دختر روسی را با قیطان سنتی روسی و سرپوش کوکوشنیک نمایان می کند.

قیطان روسی (به روسی : Русская коса، Russkaya kosa) یک مدل موی سنتی ملی در روسیه می باشد. در زمان مردم روس تاریخ کهن دارد. در روسیه پیشرفته، مدل مو هنوز در میان دختر ها و زن ها شایع می باشد، در حالی که نمادگرایی پشت قیطان روسی دیگر در روسیه پیشرفته چندان مستحکم نمی باشد. همچنین طرح اصلی در گروه های رقص فولکلور روسیه و گروه آهنگ های بومی روسیه اعمال می کند.
در کشور روسیه، کوتاه نومدن موهای خود برای زن ها غیر عادی بود، پس آنان را برای مدت بسیاری رشد می نمودند و موهای بلند خود را بافت می زدند. قیطان روسی نشان سرافرازی و تکبر بود و در روسیه کهن معنی های گوناگونی موجود بود. یک قیطان بزرگ و بلند توسط دختر هایی که به دنبال همسر بودند می پوشیدند، در حالی که دو قیطان که به دور سر بسته شده بود به معنی ازدواج دختر بود. اگر نوار رنگارنگ بافته می گردید به این معنی را می داد که دختر برای ازدواج این کار آماده است، زمانیکه دو نوار دیده می شدبه این معنی را می داد که داماد رسمی پیدا نموده است. در پایان یک قیطان بلند بیشتر با یک کوسنیک تزیین می شد، قطعه ای از گوهرات که از پوست درخت غان آماده می شد.   